# Dominic Tabuna
Dominic Tabuna, né le 9 août 1980, est un homme politique nauruan.
Il est élu député de Yaren (la capitale de facto) lors des élections législatives du 23 octobre 2004[réf. nécessaire]. 
Le 11 juin 2012, le président de la République, Sprent Dabwido, limoge tous ses ministres, et nomme un nouveau Cabinet, composé de députés de l'Opposition. Il explique avoir agi parce que son gouvernement ne soutenait pas les réformes constitutionnelles qu'il proposait en vue d'une plus grande stabilité des institutions : un nombre impair de députés pour éviter tout blocage du Parlement ; un président de Parlement politiquement neutre, choisi en dehors de l'assemblée ; un code de conduite pour les députés ; une commission d'ombudsman ; et un département d'audit renforcé. Dominic Tabuna obtient, dans le nouveau gouvernement, le poste de ministre de la Justice, et de ministre chargé de la RONPHOS et de la Nauru Rehabilitation Corporation, entreprises publiques de premier plan consacrées respectivement à l'industrie du phosphate et de la revitalisation des terres pour préparer l'économie de l'après-phopshate,. Le président lui confie également la responsabilité du centre australien de détention d'immigrés illégaux, transférés à Nauru depuis l'Australie.
Dominic Tabuna perd son siège de député lors des législatives du 8 juin 2013. Il est battu dans sa circonscription par Charmaine Scotty, qui devient la deuxième femme dans l'histoire du pays à accéder au Parlement.